# Sonia Franquet
Sonia Franquet Calvente (Ascó, 3 de julio de 1980) es una deportista española que compite en tiro, en la modalidad de pistola.
En los Juegos Europeos de Bakú 2015 consiguió la medalla de plata en la prueba de pistola de aire 10 m. Ganó dos medallas de bronce en el Campeonato Europeo de Tiro, en los años 2007 y 2017.
Participó en tres Juegos Olímpicos de Verano, entre los años 2008 y 2016, obteniendo el sexto lugar en Río de Janeiro 2016, en la prueba de pistola de aire 10 m.

## Palmarés internacional
| Juegos Europeos    | Juegos Europeos     | Juegos Europeos   | Juegos Europeos |
| Año                | Lugar               | Medalla           | Prueba          |
| ------------------ | ------------------- | ----------------- | --------------- |
| 2015               | Bakú (Azerbaiyán)   | Medalla de plata  | Pistola 10 m    |
| Campeonato Europeo |                     |                   |                 |
| Año                | Lugar               | Medalla           | Prueba          |
| 2007               | Deauville (Francia) | Medalla de bronce | Pistola 10 m    |
| 2017               | Maribor (Eslovenia) | Medalla de bronce | Pistola 10 m    |